# Cultura Krotov
La cultura Krotov es una cultura indígena del mil·lenni II ae de l'edat del bronze dels criadors d'animals a la zona estepària i de la zona muntanyenca de Sibèria Occidental, del massís de l'Altai de Rússia, a la conca superior de l'Irtix. La cultura Krotov es un període anomenat així en un cercle de cultures que inclou la cultura Elunin, la cultura Krotov, la cultura Loginov i altres cultures semblants amb trets propers. La gent de la cultura Krotov es dedicava a criar ramat, a la caça i la pesca. En el territori d'aquesta cultura aparegueren eines de pedra i bronze.
Aquesta cultura abasta el període entre el final del tercer i segon mil·lenni ae i els segles XIII i XII aC. És un primer període (precultura d'Andrónovo) de bronze que es dona en la Sibèria Occidental.
Alguns científics atribueixen els materials de la cultura Tashkov a la gent de la cultura Krotov (Kovalev, Chairkina, 1991), amb l'afegit que la gent de la cultura Tashkov també tenia una economia ramadera amb pasturatge de poca distància. La cultura Tashkov estava en contacte regular amb la població dels Urals del sud, i també coneixia la metal·lúrgia.

Àrea de Novosibirsk

## Fenomen de la província metal·lúrgica de Seima-Turbino

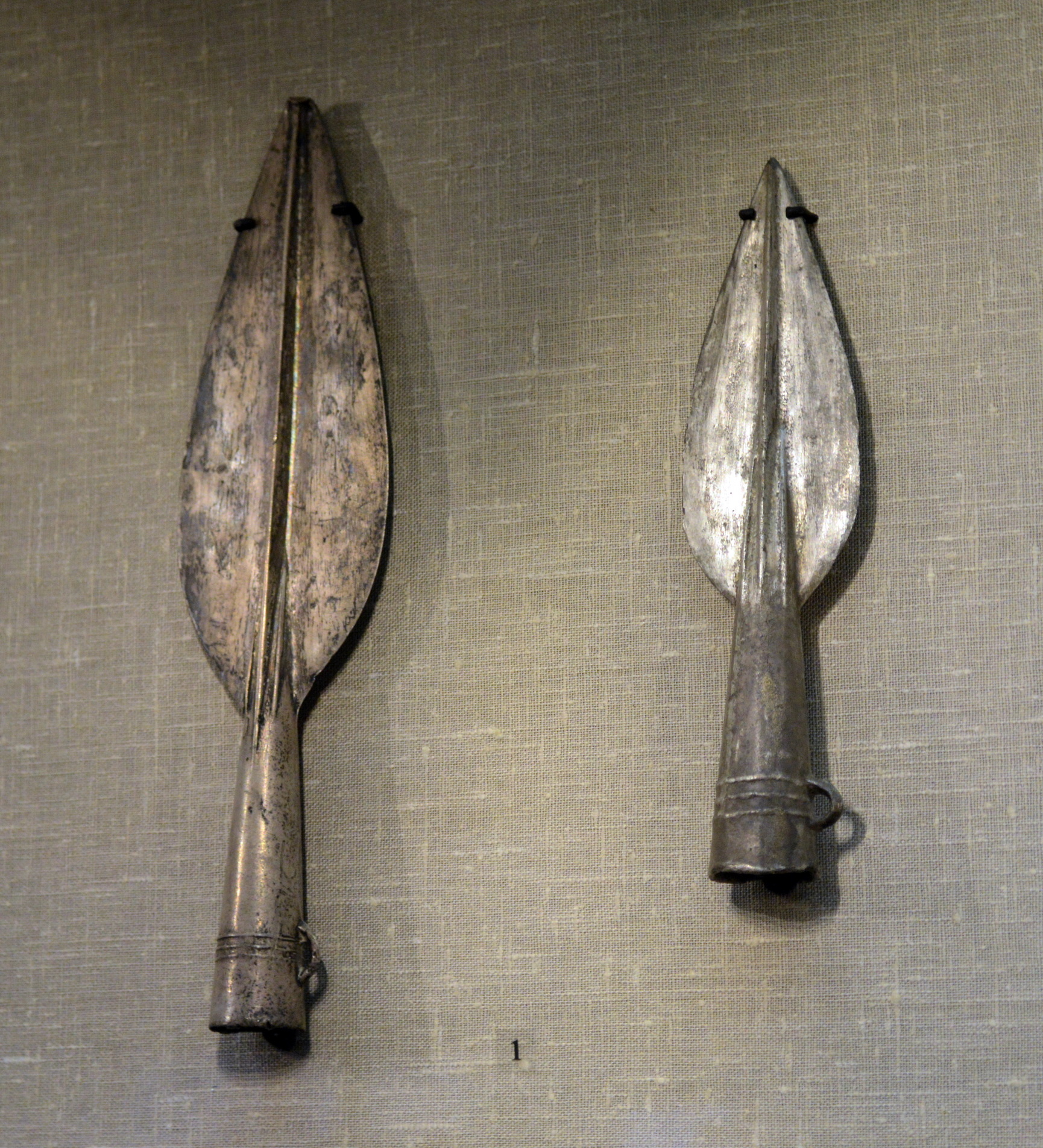
Puntes de llança del cementeri de Turbino

La cultura Krotov, junt amb les d'Elunin, Loginov i altres cultures semblants constituïren un component del fenomen Seima-Turbino. Les tribus de les cultures del cercle de Krotov eren a les estepes de la zona d'Altai; eren metal·lúrgics i criadors d'animals de pasturatge. Crearen dissenys totalment nous d'armes lleugeres i imatges d'art que incloïen cavalls, bous, ovelles, camells i altres. L'altre component era a la zona de les terres altes de Sayan, on vivien les poblacions de la zona sud de caçadors i pescadors de la taigà de Sibèria Oriental. Pertanyien a les cultures Glazkov, Shiver i a altres cultures al voltant de la conca del Baikal i Angarà, que dominaven la fosa de bronze i la fabricació d'útils de pedra, jade i os, i produïen ganivets de doble tall, ganivets rascadors i serres; les seues imatges incloïen serps, rens, ossos i altres. Es creu que la fusió dels components del massís de l'Altai i Sayan en una única cultura va ocórrer als contraforts de l'estepa entre els rius Ob i Irtix.
Les tribus de Krotov i altres cultures relacionades emigraren ràpidament: primer envers Sibèria Occidental i després per les rutes del nord cap als Urals i Europa Oriental, envers els rius Kama i Okà i pel Volga fins al seu curs baix. Al nord s'estengueren cap a la conca dels rius Petxora i Vítxegda, i cap a l'àrea del nord de Finlàndia.
Les migracions de les tribus de la cultura de Krotov es demostren per objectes característics trobats en enterraments i assentaments, l'armament format per ganivets, puntes de llança, els motles de fosa de puntes de llança bifurcades i la ceràmica de Krotov, diferent dels artefactes de les cultures locals.

## Economia
En l'edat del bronze, les poblacions de l'Altai passaren de la caça i la recol·lecció a una economia productiva: ramaderia i agricultura. A l'estiu, pasturaven ramats de vaques, cavalls, ovelles i cabres en prades alpines; a l'hivern tornaven a les valls dels rius; també conreaven camps: mill, ordi, sègol i altres cereals.
La cultura de Krotov ja tenia un complex sistema de cria de cavalls i bestiar boví, amb una proporció significativa de petits remugants que s'igualava a la d'ovelles i cabres. Les tradicions de la caça i la pesca són òbvies, i possiblement agricultura de plana al·luvial. L'artesania inclou la metal·lúrgia, la terrissa perfeccionada i el processament d'ossos i pedres. La gent de la cultura Krotov no tenia la seua pròpia metal·lúrgia; obtenien lingots metàl·lics de proveïdors de l'Altai, Mont Shoria, Kuzbass i Kazakhstan oriental. El seu art consistia a fer-ne el modelat en formes bilaterals.

## Composició genètica
Els resultats de la correlació entre el complex tradicional antropològic diferenciador de grups de trets craniomètrics i odontològics amb els marcadors de l'ADN mitocondrial els va presentar T. A. Chikisheva en la seua tesi doctoral, l'any 2010.